# Huambo (municipio)
Huambo è una municipalità dell'Angola appartenente alla provincia di Huambo. Ha 1.204.071 abitanti (stima del 2006) ed una superficie di 2.609 km².